# 일본왕개미
일본왕개미(학명: Camponotus japonicus)는 한반도, 일본, 대만, 필리핀, 미얀마 등지에 넓게 분포하는 개미이다. 몸은 전체적으로 검은 빛을 띄며 흔히 놀이터, 운동장 등 공터나 인도에서 자주 발견된다. 몸의 길이는 여왕개미가 평균 17~18 mm, 수개미 10 mm, 일개미는 7~13 mm 내외이다. 결혼비행은 5월에서 9월까지 진행된다.한국 홍가슴개미처럼 크기가 크다.